# Eddy Verswijvel
Eddy Verswijvel (... – Overpelt, novembre 2007) è stato un allenatore di pallacanestro belga.

## Carriera
Ha guidato il Belgio in due edizioni dei Campionati europei (1957, 1959).